# Taphrina alpina
Taphrina alpina är en svampart som tillhör divisionen sporsäcksvampar, och som beskrevs av Johanson. Taphrina alpina ingår i släktet Taphrina, och familjen häxkvastsvampar. Arten är reproducerande i Sverige.